# Station Amsterdam Museumplein
Station Amsterdam Museumplein was een gepland spoorwegstation, bedoeld als het Amsterdamse (voorlopige) eindpunt van de Schiphollijn.

## Ontwerp
Het station zou ondergronds naast het Museumplein in Amsterdam-Zuid komen te liggen onder de Boerenwetering met uitgangen in de richting Leidseplein, Museumplein en Weteringcircuit en door een tunneltracé onder de Boerenwetering met de Ringspoorbaan verbonden worden. Er hoefden geen woningen voor te worden afgebroken, omdat zowel de tunnel als het station onder het water zou worden gebouwd. Wel moesten de bruggen afgebroken en later weer herbouwd worden. Er zouden tijdens de bouwtijd hulpbruggen voor het verkeer komen en het water zou terugkeren na de bouw. Er waren vage plannen om de lijn later, mogelijk in combinatie met de tunnel van de Noord/Zuidlijn van de Amsterdamse metro, door te trekken naar het Centraal Station en verder naar Amsterdam-Noord en Purmerend.
Zowel de NS als de gemeente Amsterdam wilden de Schiphollijn dicht bij het stadscentrum laten komen. Het station ten oosten van het Rijksmuseum nabij de Stadhouderkade moest het voor de meeste treinreizigers mogelijk maken hun bestemming in de binnenstad lopend te bereiken.
Anticiperend hierop werd op de koersrol van het eerste ICM-0 de bestemming "Amsterdam Museumplein" al opgenomen.
Het in 1978 geopende station Amsterdam Zuid aan de Minervalaan zag men als een tijdelijk eindpunt waar reizigers voorlopig naar de binnenstad moesten overstappen op een tram. Het eerdere plan om de Oostlijn van de metro aan te laten sluiten op het station aan de Minervalaan werd door de minister in verband met de hoge kosten niet toegestaan. Men verwachtte in 1976 in het gunstigste geval een bouwtijd van 9 à 10 jaar.

## Alternatieve oplossing
De gemeente had echter grote bezwaren tegen het door NS gewenste station naast het Museumplein, omdat ze bang was voor grootschalige cityvorming, een niet bij de historische binnenstad passende ontwikkeling van de omgeving. Een alternatief was een ingekorte route met een eindstation onder de Boerenwetering nabij het Apollopaviljoen. De strijd om het eindpunt van de Schiphollijn leidde ertoe dat in 1981 wel de verbinding met Leiden met een aansluiting op de Oude Lijn gereedkwam, terwijl een goede aansluiting van de Amsterdamse binnenstad op de lijn nog altijd ontbrak.
Uiteindelijk besloot men de Schiphollijn via het westelijke deel van de Ringspoorbaan naar Amsterdam Centraal te leiden. Deze verbinding kwam in 1986 in gebruik. Het station onder het Museumplein werd uit de plannen geschrapt en is nooit gebouwd. De enkelsporige verlenging naar station RAI in 1981 maakte voor het eerste deel gebruik van het geplande tracé.
Onder de Boerenwetering is in 2016-2018 de ondergrondse Albert Cuypgarage aangelegd.

## Brug 228P

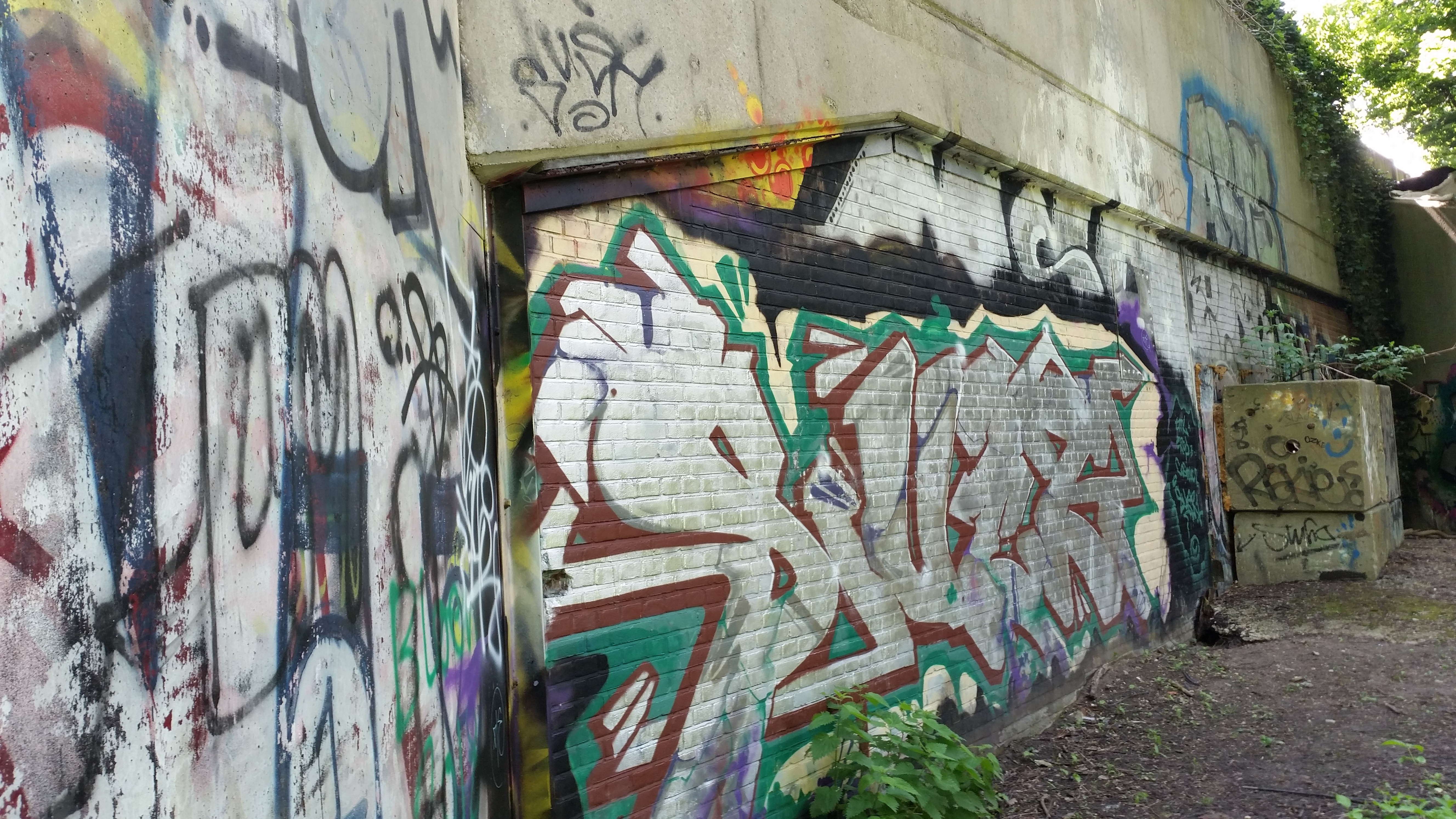
Dichtgemetselde brug 228P (mei 2019)

Brug 228P is een nooit gebruikte spoortunnel in Amsterdam-Zuid. Zij ligt aan de zuidkant van het Beatrixpark. Het is het enige stukje gerealiseerde infrastructuur van het beoogde traject Schiphol – Station Amsterdam Museumplein. Het viaduct zou doorgang moeten bieden aan treinen tussen Amsterdam Station Zuid en Museumplein terwijl het viaduct de noordelijke rijbaan van de rijksweg 10 draagt. De tunnel heeft haar eind tussen beide rijbanen van de rijksweg. De tunnel kreeg vermoedelijk een ontwerp van Rijkswaterstaat, die verantwoordelijk was/is voor alle kunstwerken in de rijksweg.
In de oorspronkelijke plannen van de Noord/Zuidlijn was het tracé tussen het Weteringcircuit en Station Zuid gepland onder de Boerenwetering en langs de achterzijde van de RAI met een station bij de Wielingenstraat waarna door de nooit gebruikte spoortunnel zou worden aangesloten op Station Zuid. Nog voor het referendum in 1997 besloot men echter het tracé te verleggen door de Ferdinand Bolstraat en Scheldestraat wat voor de vervoercijfers een gunstiger tracé was maar wel complexer en duurder in aanleg. Hierdoor bleef de tunnel alsnog onbenut.